# 143 (число)
143 (Сто со́рок три) — натуральне число між  142 та  144.
- 143 день в році — 23 травня (у високосний рік — 22 травня)

## У математиці
{\displaystyle 3^{2}+4^{2}=5^{2}}
{\displaystyle 3^{3}+4^{3}+5^{3}=6^{3}}
{\displaystyle 3^{4}+4^{4}+5^{4}+6^{4}=7^{4}-143}
- 143 — є  непарним складеним тризначним числом.
- Сума трьох  простих чисел поспіль {\displaystyle (43+47+53=143).}
- Сума цифр цього числа — 8
- Добуток цифр цього числа — 12
- Квадрат числа 143 — 20 449
- 48-е напівпросте число [1]

## В інших областях
- 143 рік.
- 143 до н. е.
- 143 місце у світі посідає Лесото по чисельності населення.
- 143 порт використовується протоколом IMAP 4.
- 143 скорочення за кількістю букв «i (1) love (4) you (3)».
- NGC 143 — спіральна галактика з перемичкою ( SBb) в сузір'ї  Кит.
- (143) Адрія — астероїд  головного поясу.